# Simulium arpiense
Simulium arpiense är en tvåvingeart som först beskrevs av Terteryan och Kachvoryan 1982.  Simulium arpiense ingår i släktet Simulium och familjen knott. Inga underarter finns listade i Catalogue of Life.